# Slangopedia
Slangopedia è un vocabolario in rete di espressioni gergali e giovanili della lingua italiana, curato da Maria Simonetti, sul sito de l'Espresso.

## Storia
L'iniziativa prese l'avvio da un'inchiesta svolta dalla curatrice nel 1998 sull'italiano di fine millennio parlato e scritto dai ragazzi, i cui risultati vennero pubblicati sul numero del 19 novembre 1998 del settimanale. Nel 2001 il materiale raccolto durante l'indagine venne reso disponibile in internet sul sito web della testata, in una sezione apposita che venne denominata Slangopedia.
Il vocabolario si è progressivamente ampliato con le segnalazioni dei lettori, che sono invitati a contribuire inviando per posta elettronica alla redazione i termini non ancora censiti con significato e zona di provenienza. I nuovi aggiornamenti vengono pubblicati sul sito ogni due settimane. All'inizio del 2006 erano presenti circa 900 vocaboli ed espressioni gergali, ad oggi sono oltre 1 300.
L'iniziativa è sostenuta anche dal quotidiano la Repubblica, dello stesso gruppo editoriale, che presenta un collegamento a Slangopedia nel menu di navigazione della sezione Scuola & Giovani del proprio sito web.